# Sygnaturka (wieża)

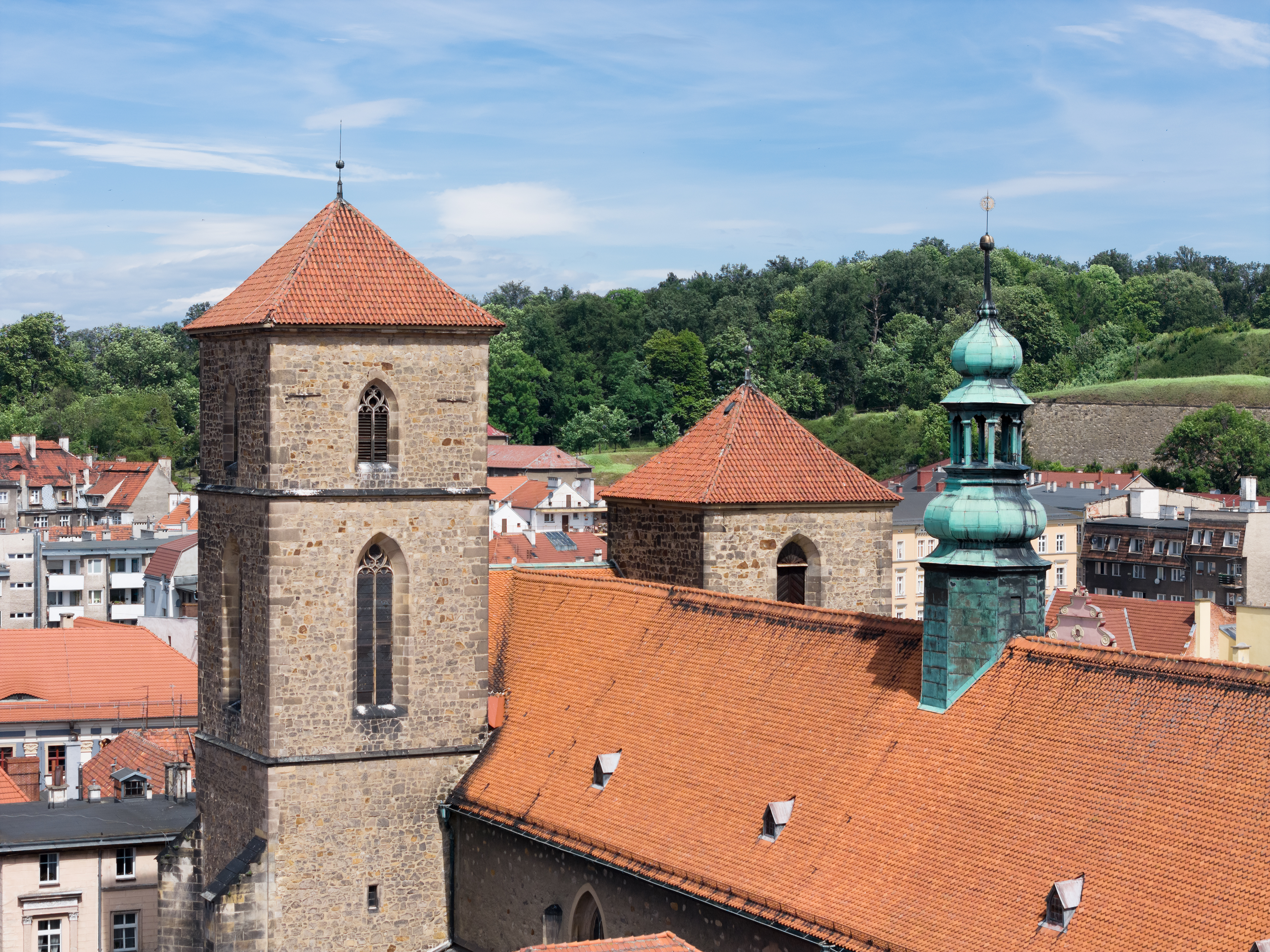
Sygnaturka na Kolegiacie Wniebowzięcia Najświętszej Maryi Panny w Kłodzku

Sygnaturka – mała wieża, najczęściej kościelna, w której zazwyczaj umieszcza się najmniejszy z dzwonów, również nazywany sygnaturką. Na dzwonie tym dzwoniono na Sanctus i na podniesienie.
Element ten położony jest zazwyczaj nad skrzyżowaniem transeptu z nawą główną w większych kościołach lub nad prezbiterium w mniejszych świątyniach. Sygnaturka pojawiła się w architekturze w średniowieczu. We wnętrzu sygnaturki umieszczano bardzo często dokumenty związane z fundacją kościoła, jako pamiątkę dla przyszłych pokoleń.

## Galeria

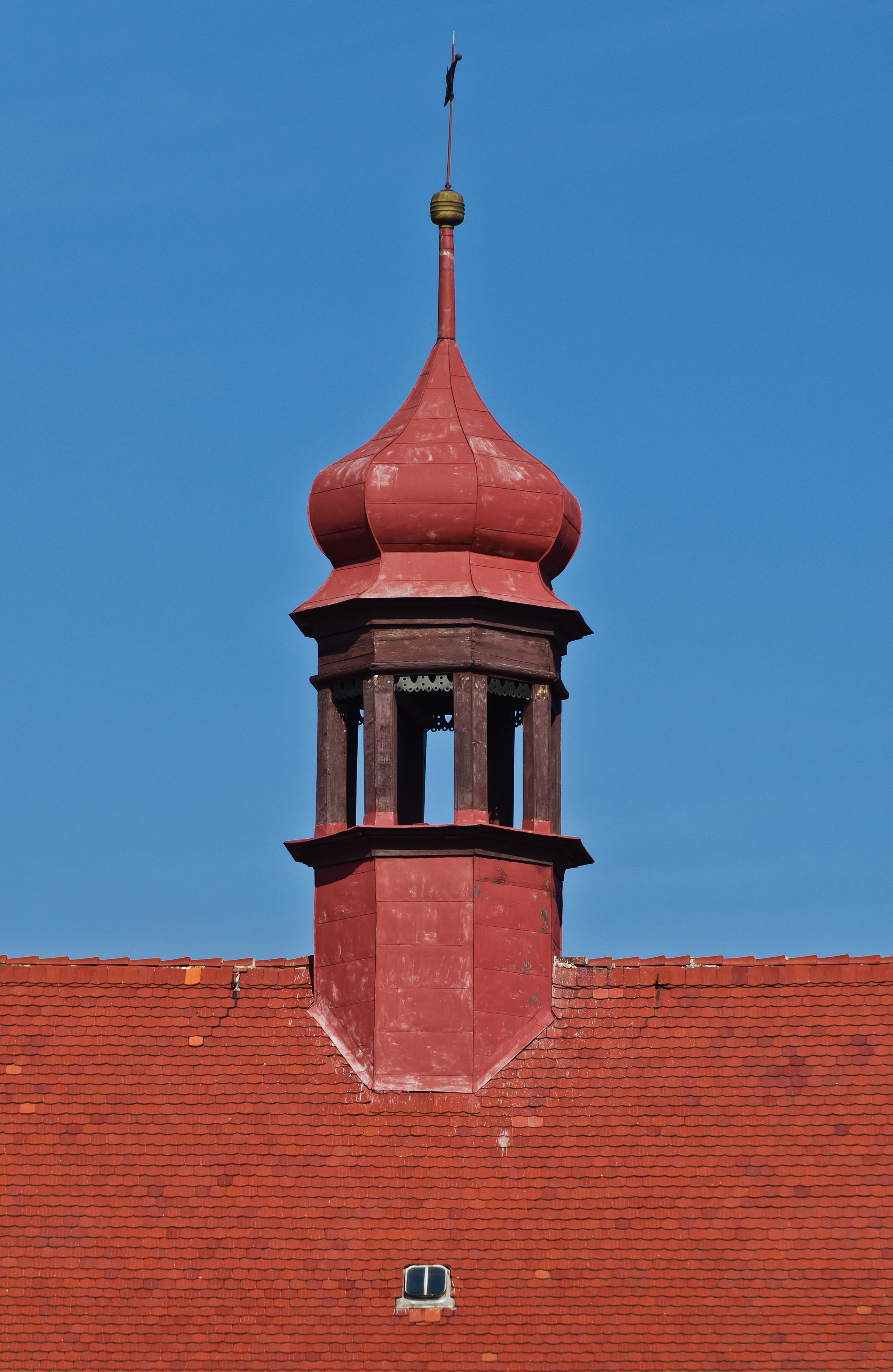
Sygnaturka kościoła śś. Piotra i Pawła w Bożkowie
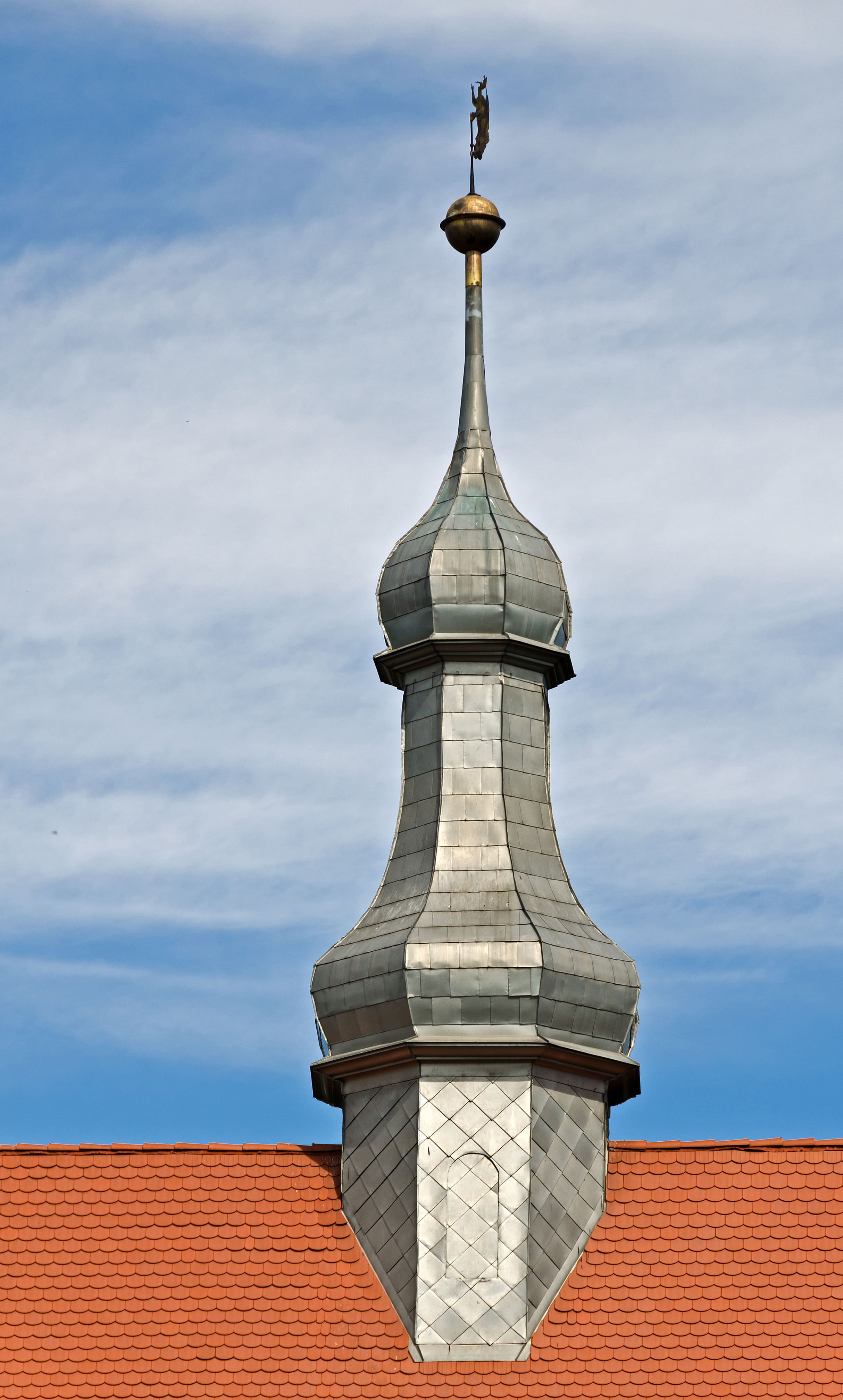
Sygnaturka kościoła Świętego Krzyża w Nysie
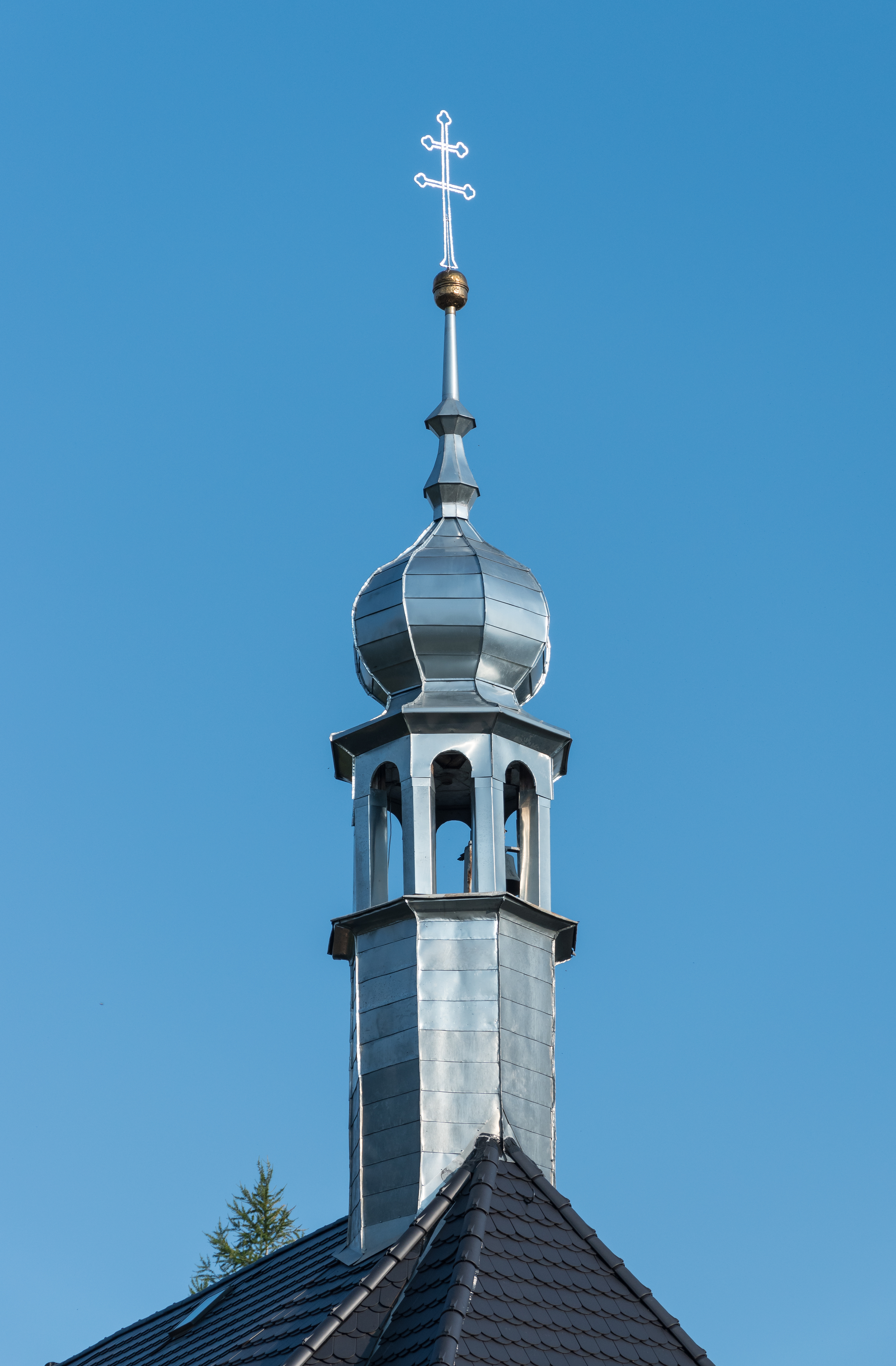
Sygnaturka kościoła św. Anny w Nowej Rudzie
Sygnaturka kościoła św. Doroty w Radkowie
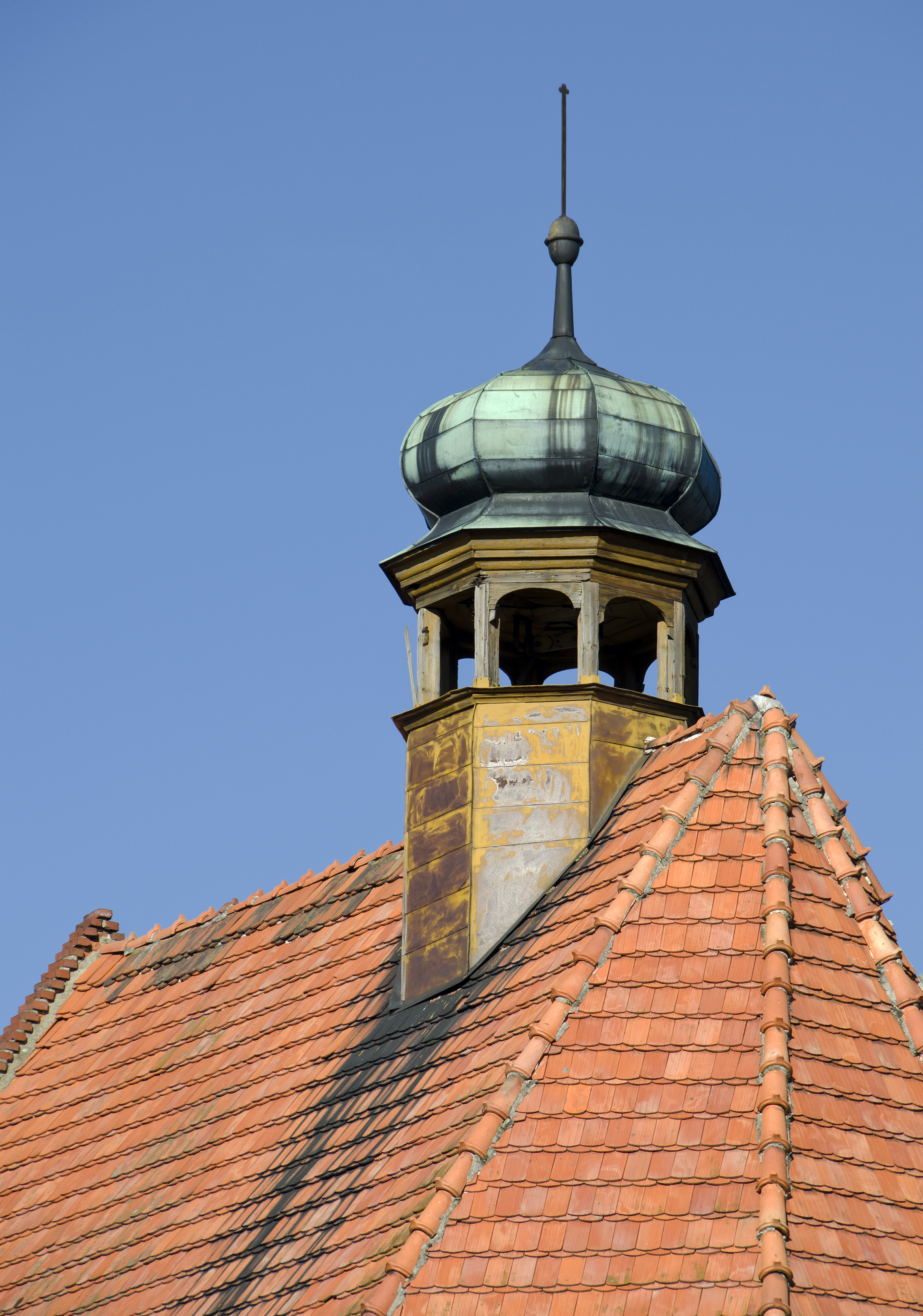
Sygnaturka kaplicy cmentarnej w Jaszkowej Dolnej
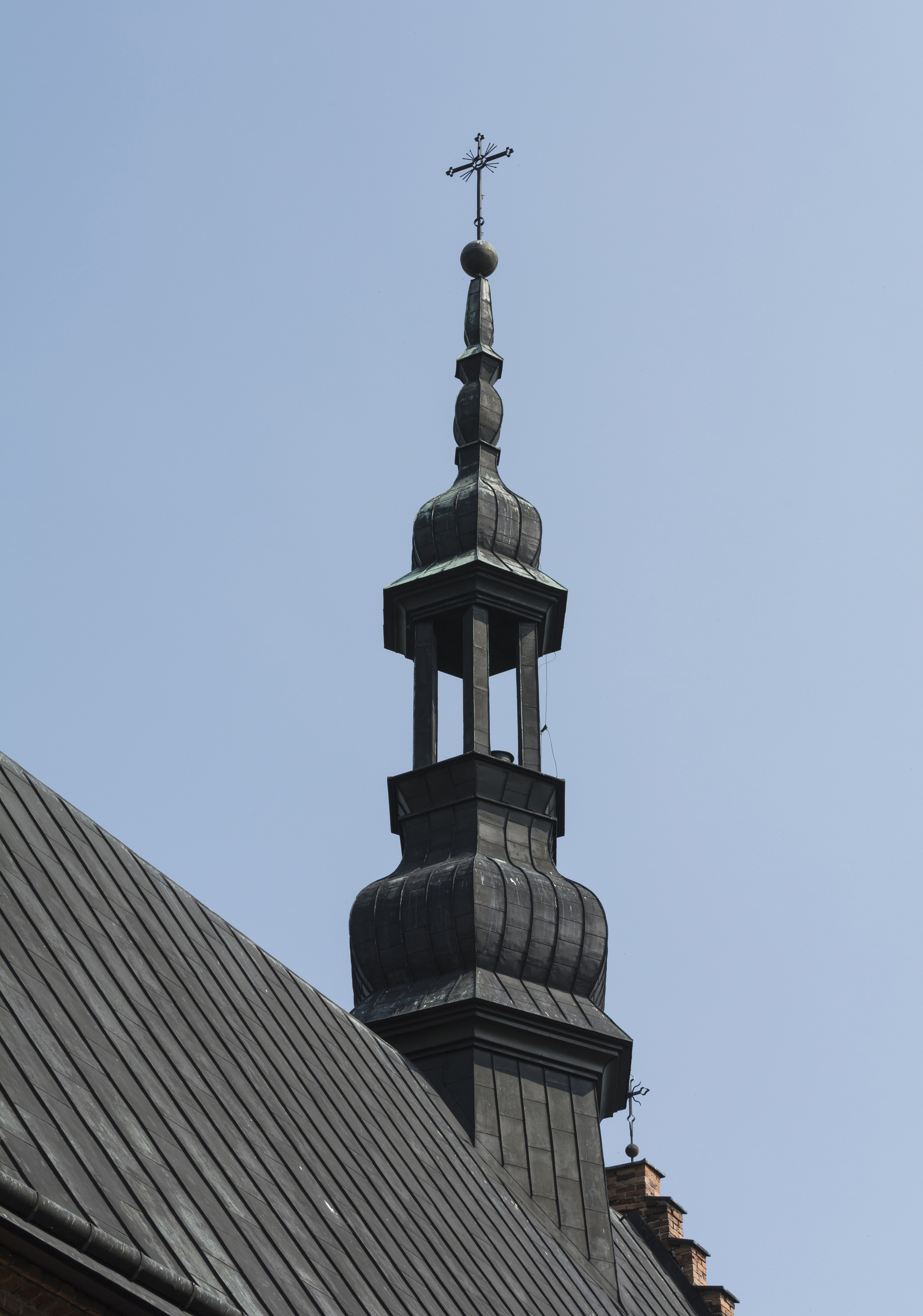
Sygnaturka kościoła św. Marii Magdaleny w Tarnobrzegu
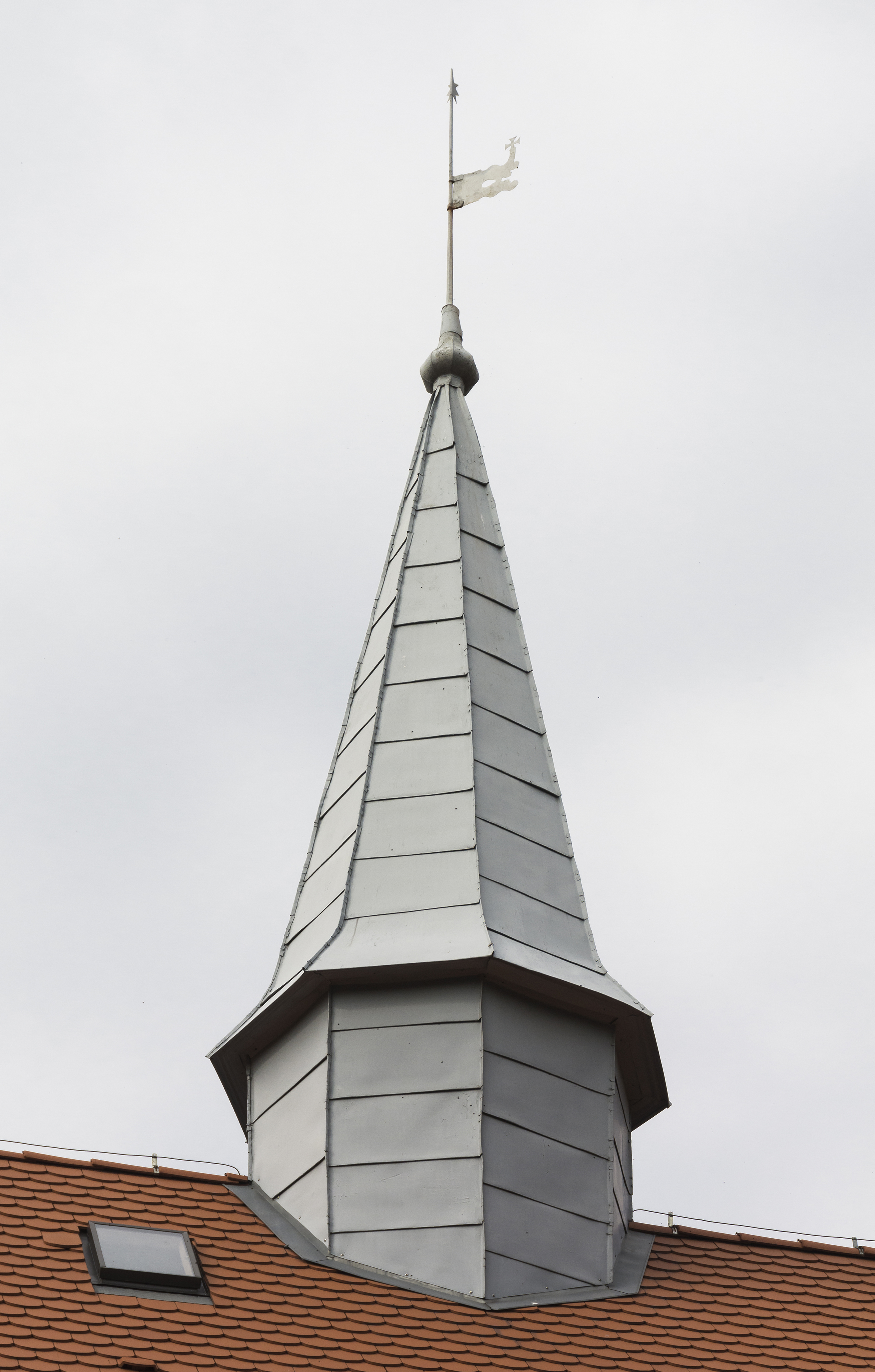
Sygnaturka kościoła w Tarnowie w województwie dolnośląskim
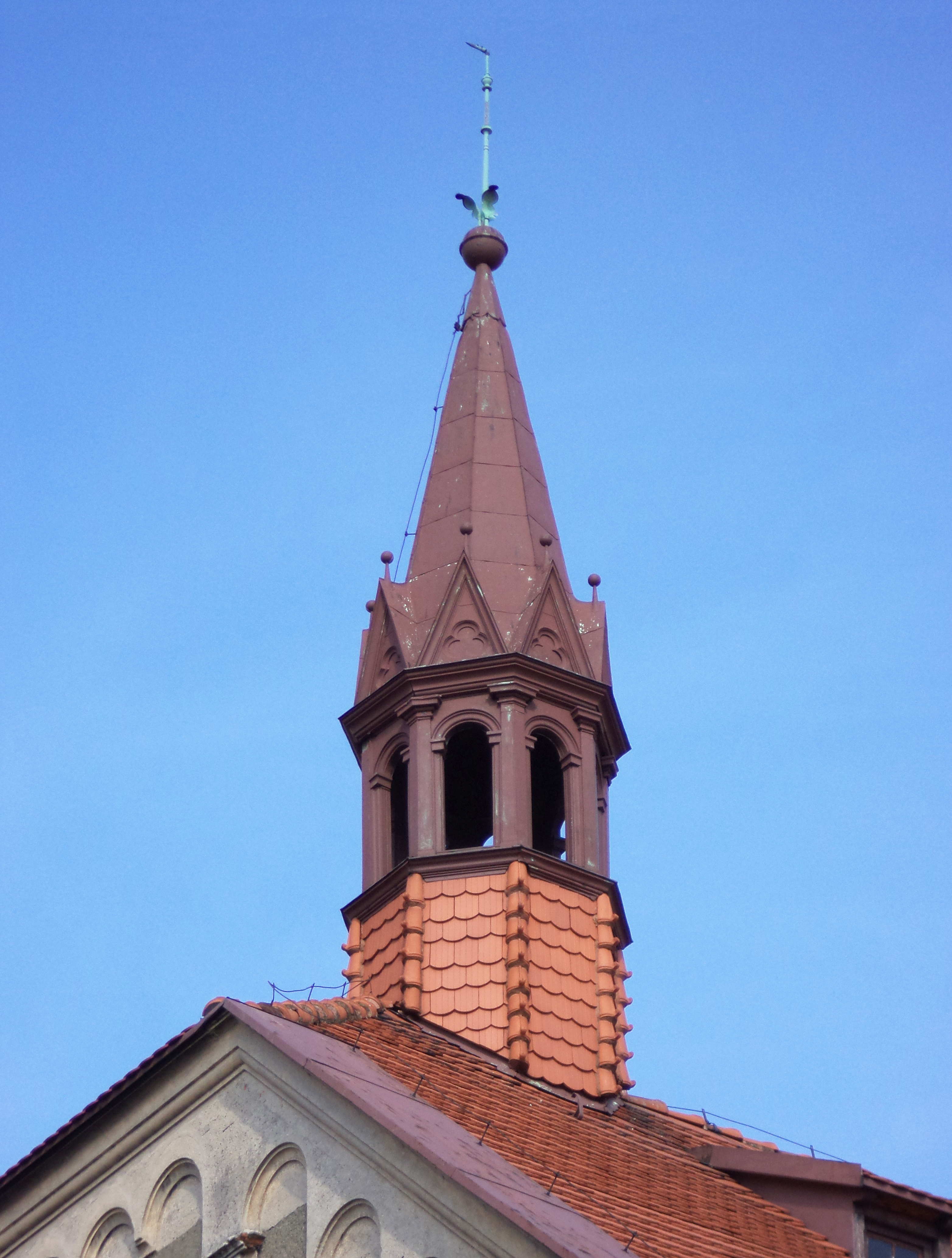
Sygnaturka kościoła Zbawiciela w Tarnowskich Górach
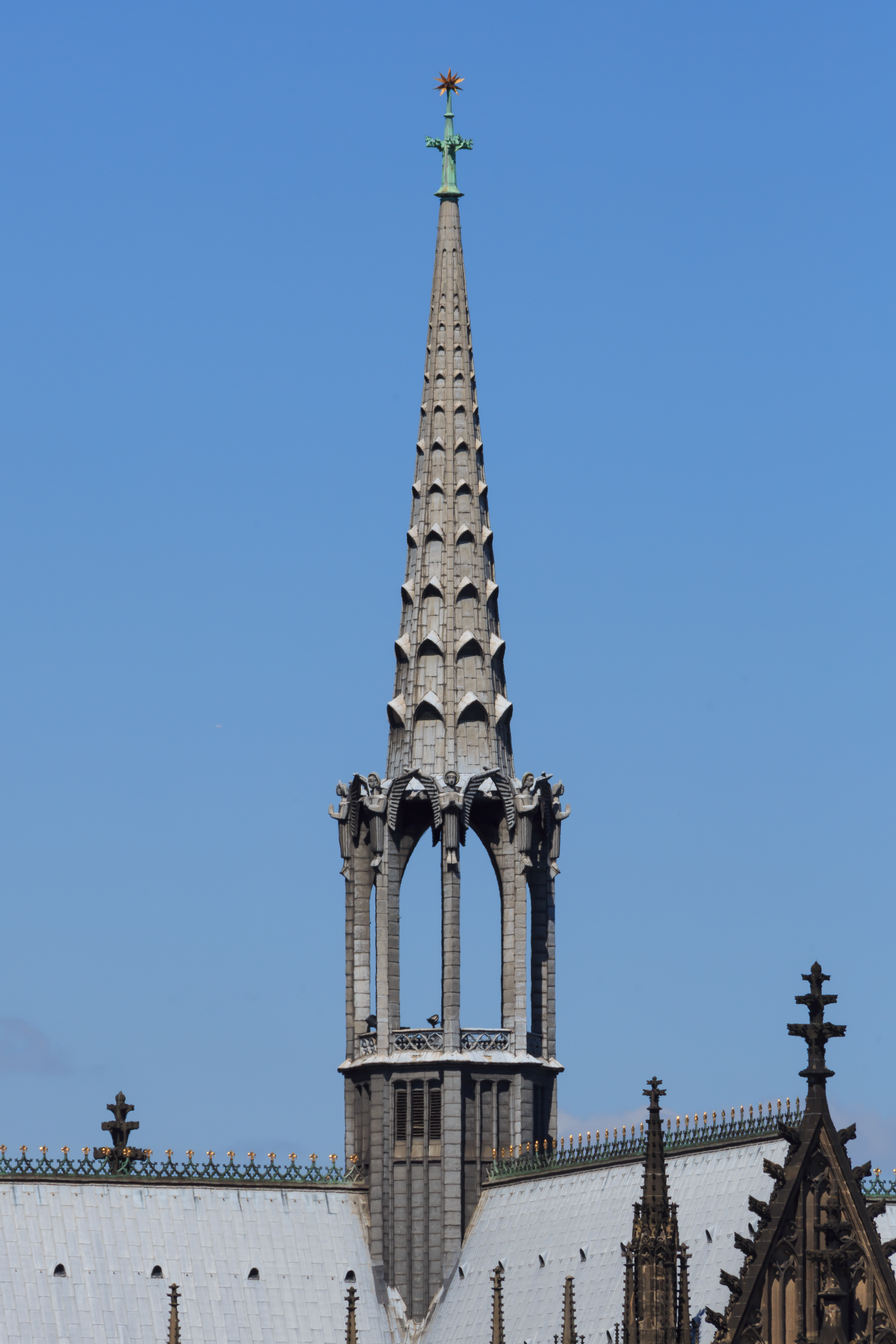
Katedra w Kolonii
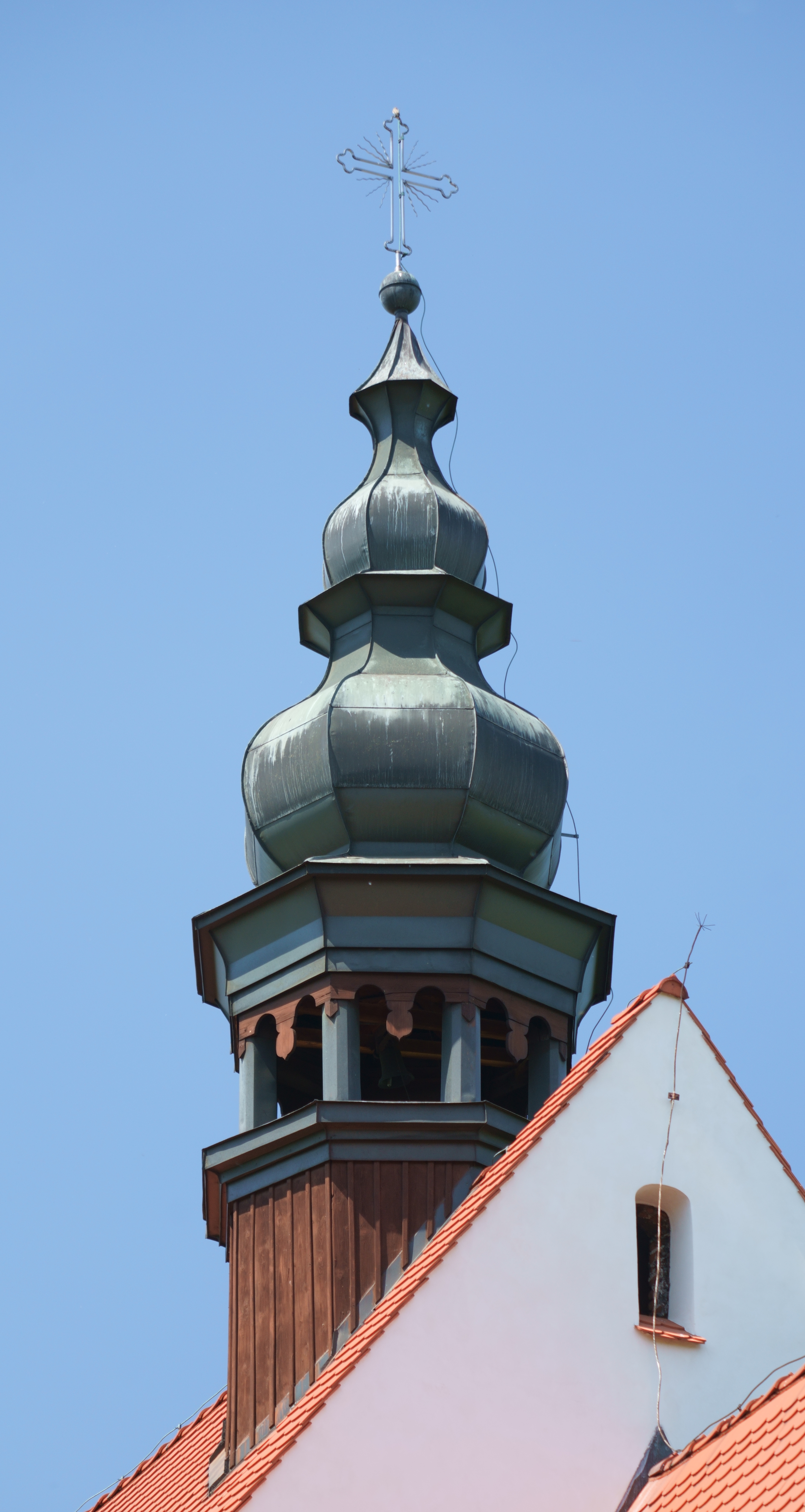
Kościół Wszystkich Świętych w Rudawie
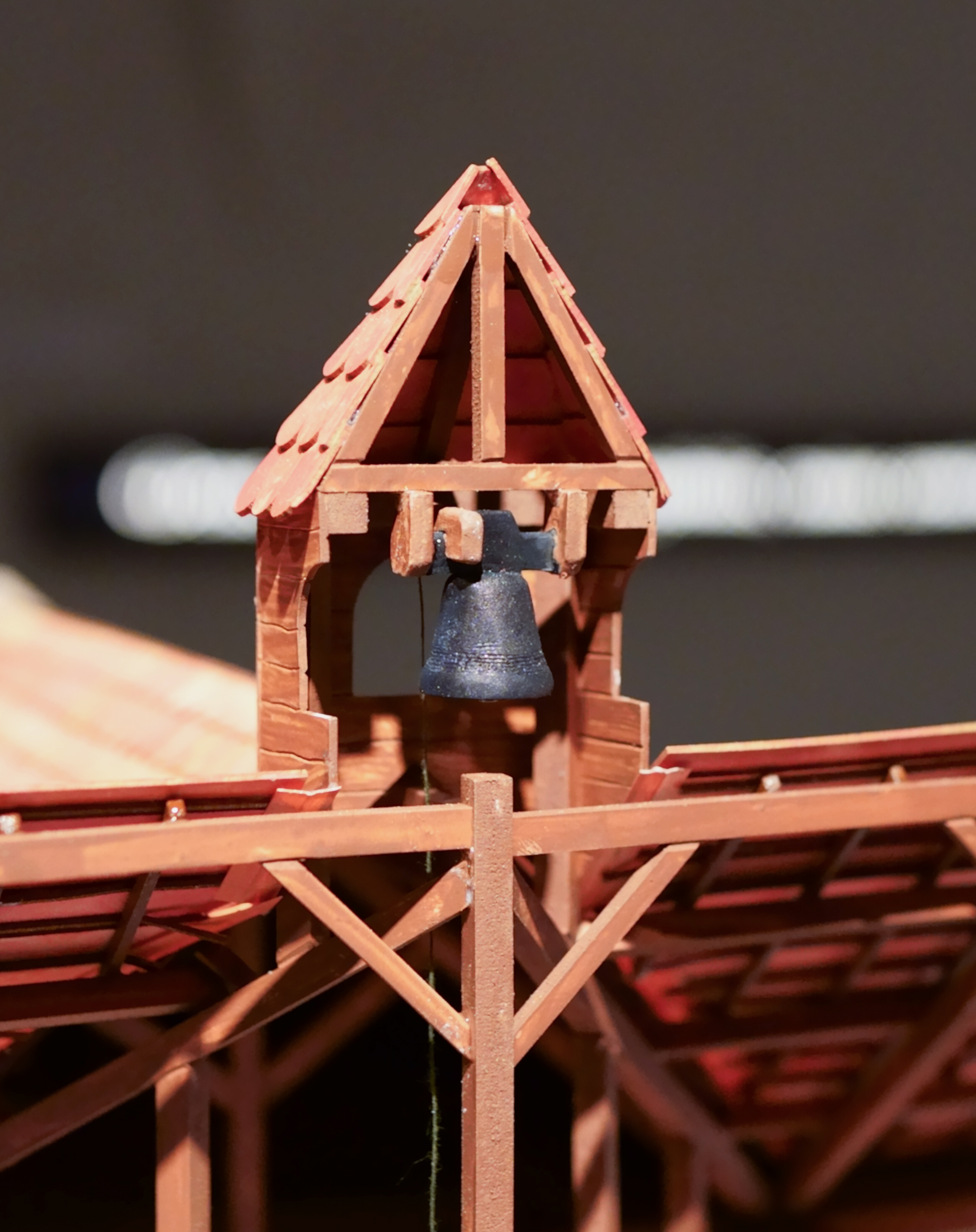
Makieta w Muzeum Cystersów w Mogile w podziemiach Przeoratu